# Шуані (Гудермеський район)
Шуані (рос. Шуани) — село у Гудермеському районі Чечні Російської Федерації.
Населення становить 2748 осіб (2019). Входить до складу муніципального утворення Шуанинське сільське поселення.

## Історія
Згідно із законом від 27 лютого 2009 року органом місцевого самоврядування є Шуанинське сільське поселення.

## Населення
| 1990  | 2002  | 2010  | 2012  | 2013  | 2014  | 2015  |
| ----- | ----- | ----- | ----- | ----- | ----- | ----- |
| 403   | ↗1532 | ↗2351 | ↗2445 | ↗2499 | ↗2534 | ↗2581 |
| 2016  | 2017  | 2018  | 2019  |       |       |       |
| ↗2592 | ↗2655 | ↗2703 | ↗2748 |       |       |       |